# 威尼克外瓶黴
威尼克外瓶黴（舊稱 ）是一種會分泌黑色素的外瓶黴屬真菌，是黑癬的病原體
。原屬Hortaea屬。
部份文獻把這種黴與 Hortaea werneckii、Cladosporium werneckii及Phaeoannellomyces werneckii等同。

## 外部連結
- 微生物免疫學-Hortaea werneckii(威尼克外瓶黴) （页面存档备份，存于）